# Furtunile solare din mai 2024

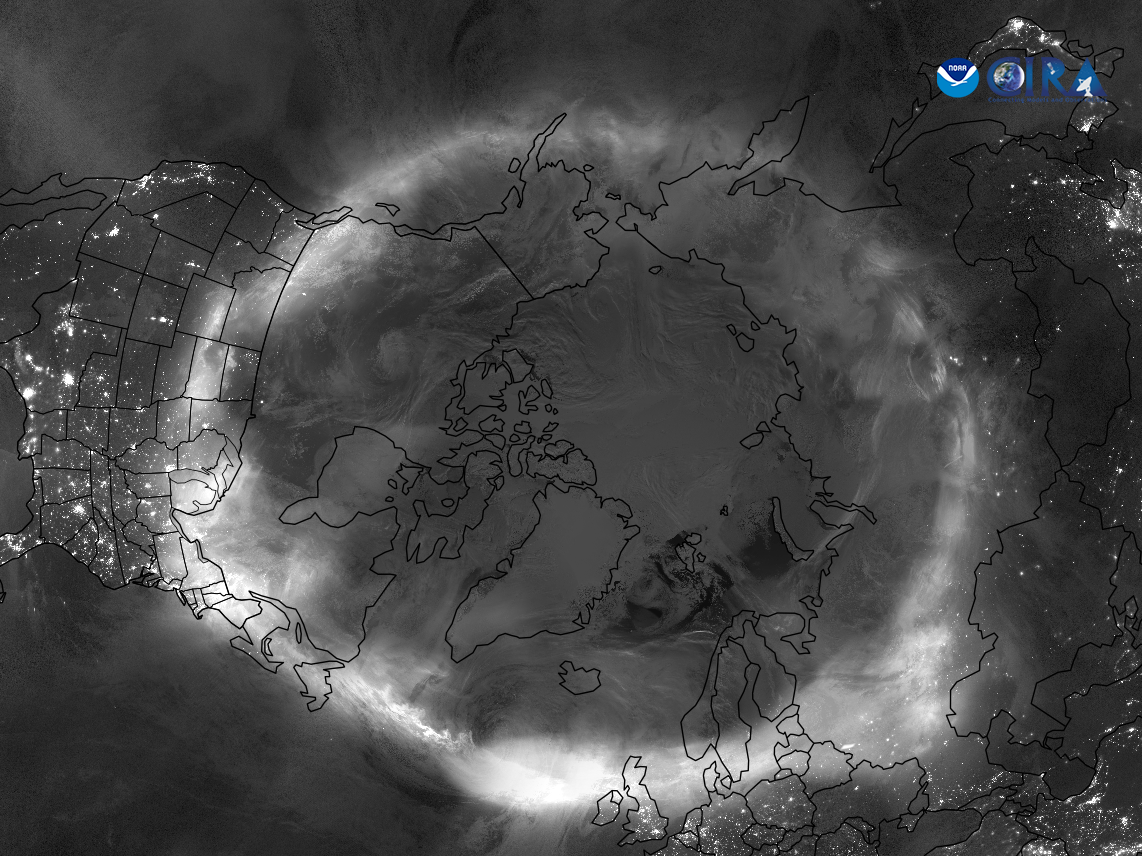
Imagine obținută de senzorul VIIRS de pe satelitul Suomi NPP, care arată aurore boreale deasupra emisferei nordice, în perioada 10-11 mai 2024.

Furtunile solare din mai 2024 au fost o serie de furtuni solare puternice cu erupții solare extreme și componente de furtună geomagnetică care au avut loc în perioada 10-13 mai 2024 în timpul ciclului solar 25. Furtuna geomagnetică a fost cea mai puternică care a afectat Pământul din martie 1989, și a produs aurore la latitudini mult mai aproape de Ecuator decât de obicei, atât în emisfera nordică, cât și în cea sudică.

## Erupții solare și ejecții de masă coronală
La 8 mai 2024, o regiune solară activă căreia i-a fost atribuit numărul de regiune NOAA 13664 (AR3664) a produs o erupție solară de clasă X1.0 și mai multe erupții solare de clasă M și a lansat mai multe ejecții de masă coronală (EMC) către Pământ. Pe 9 mai, regiunea activă a produs o erupție de clasă X2,25 și X1,12, fiecare asociată cu o EMC cu halou complet. La 10 mai, regiunea a produs o erupție de clasă X3,98, iar la 11 mai la ora 01:23 UTC a produs o altă erupție de clasă X de magnitudine 5,4-5,7 cu o altă EMC asimetrică cu halou complet. Regiunea a provocat, de asemenea, o furtună de radiații solare S1, cu vârfuri care au atins S2. La 14 mai, când regiunea cea mai activă 3664 s-a rotit dincolo de marginea vestică a Soarelui, a avut loc cea mai puternică erupție, o X8,7, care a provocat pene de radio de nivel R3 (puternic).

## Furtună geomagnetică

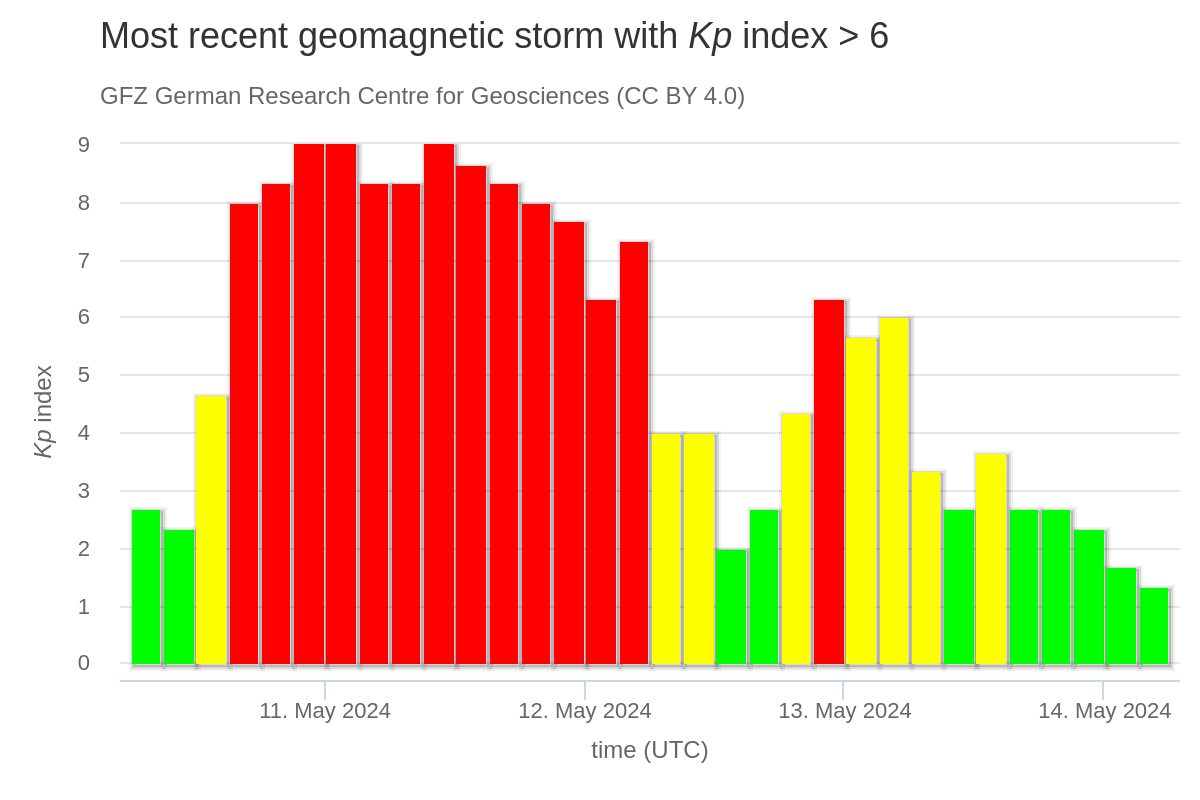
Valorile K_{p}-index de trei ore din 10-14 mai 2024

Ca urmare a câmpului magnetic interplanetar care a atins o magnitudine de 73 nanotesla (nT), componenta de-a lungul axei magnetice a Pământului orientată spre sud ajungând până la -50 nT, densitatea vântului solar fiind moderat ridicată, iar viteza vântului solar a atins 750-950 km/s (470-590 mi/s) între 11 și 12 mai (UTC), evenimentul a fost clasificat drept furtună geomagnetică de clasă G5 (Kp = 9), fiind cea mai intensă furtună de la furtunile solare de Halloween din 2003. Mai multe alte EMC erau așteptate să ajungă pe Pământ în zilele de 11 și 12 mai.

### Comparație cu alte furtuni geomagnetice
Indicele de timp al furtunii perturbatoare (indicele Dst) este o măsură în contextul vremii spațiale. Un indice Dst negativ înseamnă că câmpul magnetic al Pământului este slăbit. Acest lucru se întâmplă în special în timpul furtunilor solare, un indice Dst negativ mai mare indicând o furtună solară mai puternică.
Furtunile solare de Halloween din 2003 au avut un indice Dst maxim de -383 nT, deși o a doua furtună din 20 noiembrie 2003 a atins -422 nT, fără a atinge clasa G5. Furtuna solară din martie 1989 a avut un indice Dst de vârf de -589 nT, în timp ce furtuna geomagnetică din mai 1921 a fost estimată ca având un indice Dst de vârf de -907±132 nT. Estimările pentru indicele Dst de vârf al superfurtunii Carrington din 1859 sunt cuprinse între -800 nT și -1750 nT.
Furtunile solare din mai 2024 au atins un indice Dst maxim de -412 nT la ora 03:00 UTC pe 11 mai.
Indicele Ap din 11 mai 2024 a fost de 271, mai mare decât indicii Ap din 13 și 14 martie 1989, semnificativ mai mare decât indicii Ap din 29 și 30 octombrie și 20 noiembrie 2003, și al doilea cel mai mare înregistrat vreodată, după indicele Ap din 13 noiembrie 1960, care a fost de 280.

## Observarea aurorelor
Trei EMC din 8 mai au ajuns pe Pământ la 10 mai 2024, provocând furtuni geomagnetice de la severe la extreme, cu aurore luminoase și de foarte lungă durată. 
În America de Nord, aurorele au fost observate în Statele Unite până în Florida Keys, precum și în Peninsula Yucatán din Mexic, Bahamas, Jamaica, și Porto Rico. Aurora a fost văzută și în Hawaii.
Aurorele au fost observate în întreaga Europă până în sudul Portugaliei, Spaniei, și Sardiniei. Aurorele au fost vizibile și în Algeria și Insulele Canare din Africa.
În Asia, aurorele au putut fi observate din Turcia, Cipru, Iran,, Japonia,, nordul Indiei, și în nordul Chinei, inclusiv în apropierea orașelor Urumqi și Beijing.
În Australia, aurorele au fost observate până la nord de Townsville și Mackay, în Queensland, în timp ce în restul emisferei sudice aurorele au fost observate în Noua Zeelandă, Chile, Argentina, Africa de Sud, și în nord până în Noua Caledonie, Uruguay, sudul Braziliei, și Namibia.
În timp ce aurorele au putut fi văzute pe cameră din multe locuri de pe glob, în locurile mai îndepărtate de poli, unde aurorele sunt mai puțin luminoase, aurorele pot apărea adesea desaturate, acromatice sau chiar invizibile cu ochiul liber ca urmare a efectului Purkinje.
Tehnologia camerelor de luat vederi s-a îmbunătățit de la ultima furtună geomagnetică de clasă G5 din 2003, chiar și camerele telefoanelor mobile standard având suficientă sensibilitate pentru a capta culorile unei aurore. În consecință, imaginile aurorelor au fost răspândite pe scară largă în media de socializare, generând o mare emoție publică în timpul evenimentului. Capacitatea de a documenta aurorele la o scară atât de largă a oferit o mare oportunitate de a afla mai multe despre fenomen.

## Efecte
Furtuna a afectat negativ radiodifuziunea terestră și comunicațiile radio bidirecționale, în special pe banda HF și, într-o mai mică măsură, pe benzile VHF și UHF, deoarece a crescut densitatea stratului D al ionosferei, provocând absorbție și interferând astfel cu propagarea.
În Canada, companiile de electricitate BC Hydro și Hydro-Québec au declarat că s-au pregătit pentru furtună și au monitorizat-o în timp ce ejecția acesteia a lovit Pământul în perioada 10-11 mai. Spre deosebire de 1989, când o furtună solară anterioară a provocat o pană de curent de nouă ore în Québec, nu au fost raportate întreruperi de curent ca urmare a efectelor furtunii.
În Noua Zeelandă, Transpower a declarat o situație de urgență în rețea și a scos din funcțiune unele linii de transmisie ca măsură de precauție împotriva furtunii.
În Statele Unite, companiile de telecomunicații AT&T și T-Mobile au declarat că sunt pregătite să reacționeze la întreruperile rețelelor lor, dar s-a prezis că impactul semnificativ asupra serviciilor de telefonie mobilă este puțin probabil, deoarece rețelele se bazează pe frecvențe diferite de benzile HF afectate de furtuna solară. În timp ce Administrația Națională Oceanică și Atmosferică (NOAA) a raportat că au existat nereguli în rețeaua electrică și o degradare a GPS și a comunicațiilor radio de înaltă frecvență, atât Agenția Federală pentru Managementul Situațiilor de Urgență (FEMA), cât și Departamentul pentru Energie al Statelor Unite nu au raportat niciun impact semnificativ asupra populației.
Utilizatorii agricoli ai echipamentelor GPS John Deere RTK au raportat o degradare semnificativă a preciziei poziționale în timpul furtunii geomagnetice. Deoarece receptoarele GPS sunt utilizate pentru ghidarea tractoarelor în agricultura de precizie, anumiți lucrători agricoli au fost nevoiți să suspende complet activitățile de plantare.
Cercetătorii de la Universitatea Victoria (Columbia Britanică, Canada) au descoperit că furtuna geomagnetică a declanșat busolele din observatoarele submarine amplasate la o adâncime de 2,7 km sub suprafața oceanului.
Unii utilizatori de drone aeriene care au zburat în timpul furtunii au constatat un comportament neobișnuit al acestora, inclusiv dificultăți în menținerea unui zbor stabil, întreruperea semnalelor GPS și, în unele cazuri, o pierdere bruscă a controlului care a dus la prăbușire. Dronele se bazează pe semnalele GPS și magnetice, pentru a-și menține poziția în timpul zborului, care sunt afectate de activitatea geomagnetică.
La 13 mai, la ora 00:19 UTC, satelitul GOES-16, principalul satelit meteorologic geostaționar operațional din poziția GOES East, care oferă o vedere centrată pe America, a încetat să transmită toate datele. Transmiterea de date a fost reluată aproape 2 ore mai târziu, la ora 02:00 UTC. La scurt timp după aceea a avut loc o a doua pierdere a transmisiei de date, care a durat 11 minute, de la 03:19 UTC la 03:30 UTC.
Alte efecte asupra serviciilor prin satelit includ flota de sateliți cu orbită joasă a Starlink, care a înregistrat o degradare a serviciilor din cauza intensității furtunilor solare, dar serviciile au rămas operaționale.

## Galerie
Aurorele au fost vizibile în multe regiuni ale lumii și departe de polii magnetici. Aceste figuri demonstrează răspândirea aurorelor în noaptea de 10 și 11 mai. Legendele indică mai întâi latitudinea geografică (GLAT) și apoi latitudinea magnetică (MLAT), folosind latitudinea cvasi-dipolară a modelului IGRF-13.
|                                                                                 |
| Aurora la zenit, Onawa, Iowa, Statele Unite ale Americii (42°N GLAT, 51°N MLAT) |

|                                                             |
| Pawleys Island, Carolina de Sud, SUA (33°N GLAT, 43°N MLAT) |

|                                        |
| Mazatlán, Mexic (23°N GLAT, 31°N MLAT) |

|                                                         |
| Aurora la zenit, Brastad, Suedia (58°N GLAT, 55°N MLAT) |

|                                                     |
| Cwmbrân, Wales, Regatul Unit (51°N GLAT, 47°N MLAT) |

|                                          |
| Cracovia, Polonia (50°N GLAT, 46°N MLAT) |

|                                     |
| Oria, Italia (40°N GLAT, 34°N MLAT) |

|                                     |
| Altai, China (48°N GLAT, 44°N MLAT) |

|                                         |
| Perth, Australia (32°S GLAT, 43°S MLAT) |

|                                             |
| Melbourne, Australia (38°S GLAT, 48°S MLAT) |

|                                                |
| Auckland, Noua Zeelandă (37°S GLAT, 42°S MLAT) |

|                                       |
| Quillón, Chile (36°S GLAT, 24°S MLAT) |